# Benešov u Boskovic

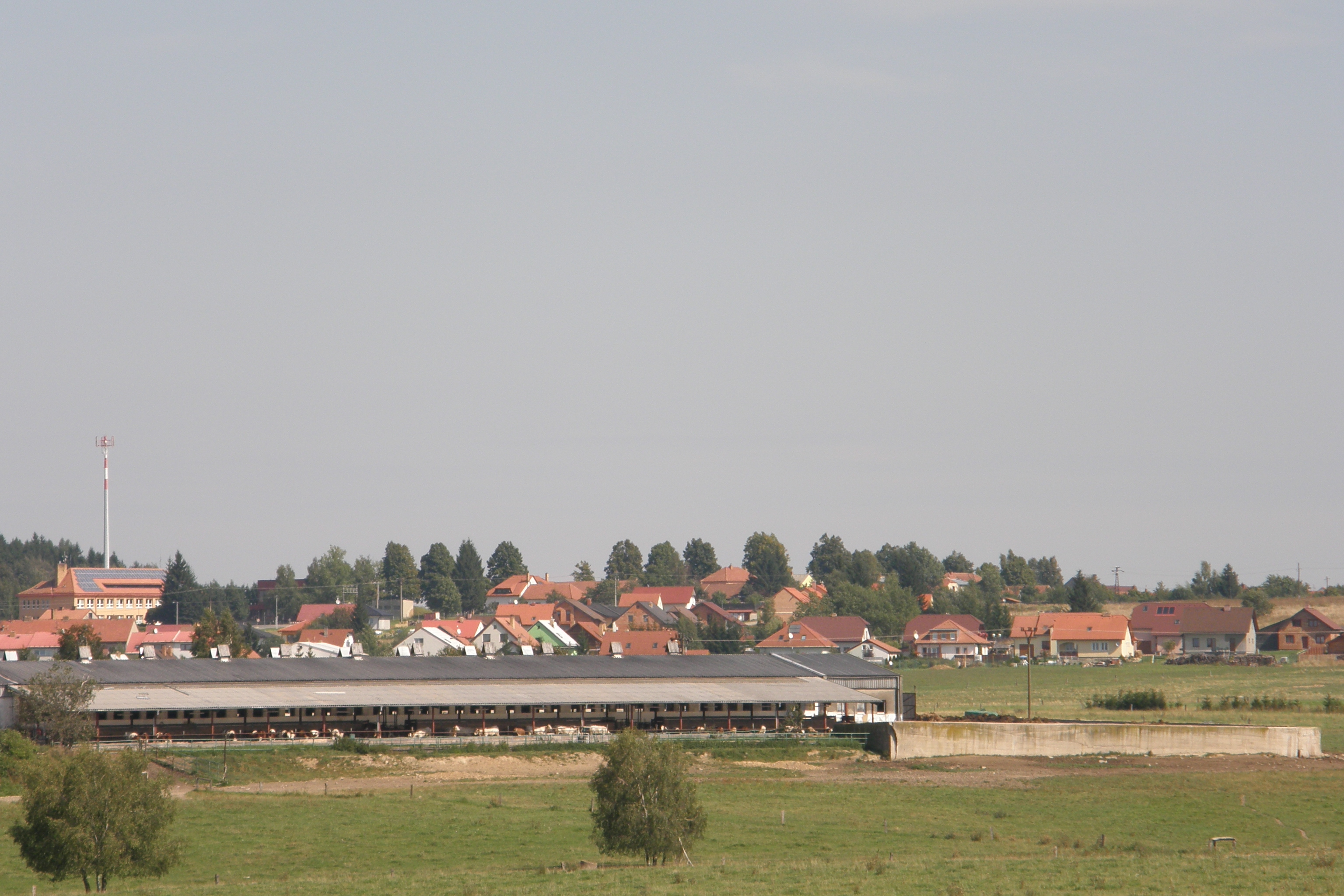
Blick auf Benešov

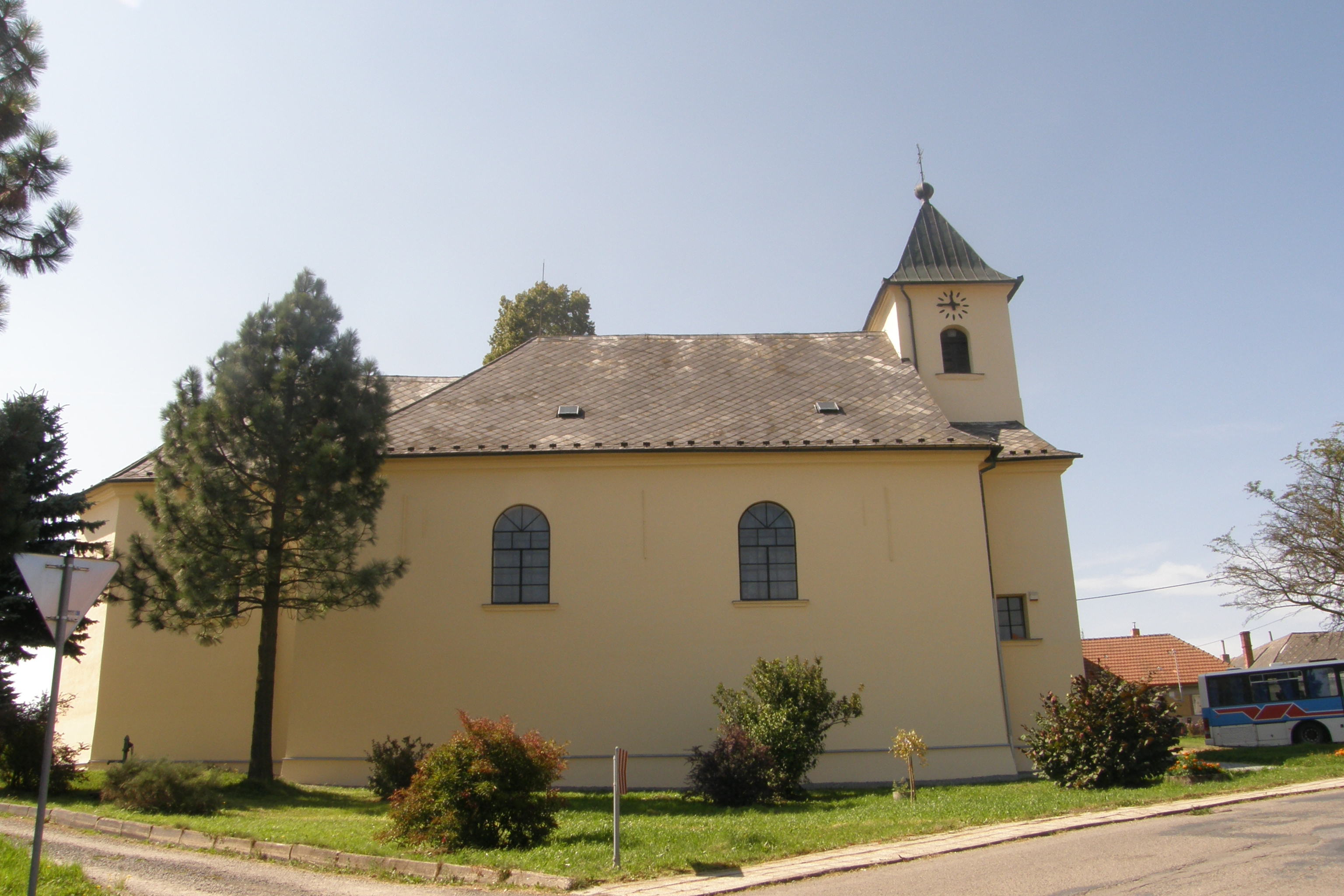
Kreuzerhöhungskirche

Benešov (deutsch Beneschau) ist eine Gemeinde in Tschechien. Sie befindet sich acht Kilometer nordöstlich von Boskovice und gehört zum Okres Blansko.

## Geographie
Das Platzdorf Benešov befindet sich auf einer Hochfläche am nordwestlichen Fuße der Skalky (735 m. n.m.) im Drahaner Bergland. Im Norden erhebt sich der Paprč (721 m. n.m.), nordöstlich die Horka (720 m. n.m.). Das Dorf liegt am Rande des Naturparks Řehořkovo Kořenecko. Durch Benešov führt die Staatsstraße II/373 zwischen Žďárná und Pavlov. Im Ort entspringt der Bach Višňový potok, gegen Osten liegt die Quelle der Žďárná.
Nachbarorte sind Kořenec im Norden, Žleb und Horní Štěpánov im Nordosten, Buková im Osten, Protivanov und Skelná Huť im Südosten, Suchý im Süden, Velenov und Vratíkov im Südwesten sowie Okrouhlá im Westen.

## Geschichte
Die undurchdringlichen Wälder des Drahaner Berglandes gehörten im Jahre 1078 zum Stiftungsgut Ottos I. für das Kloster Hradisko. Durch das Kloster erfolgte die Ansiedlung deutscher Glasmacherfamilien im Gebirge. An der Stelle des Pavlovský dvůr in Pavlov entstand eine Glashütte, zu der das Glasmacherdorf Benýška angelegt wurde. Die Ansiedlung Benýška erlosch später wieder.
Die erste urkundliche Erwähnung von Benešov erfolgte im Jahre 1362.
Um einen befestigten Hof als Sitz eines Vladiken entstand eine dörfliche Ansiedlung. 1610 bestand der Ort aus 20 Häusern und führte ein Siegel mit Abbildung eines laufenden Hirsches. 1755 wurde auf den Fluren von Benýška der Pavlovský dvůr und in der Nähe das Dorf Pavlov angelegt.
1783 erfolgte im Zuge der Josephinischen Reformen die Auflösung des Klosters Hradisko, die Güter fielen dem Religionsfonds zu. In dieser Zeit erfolgte der Abriss der Feste und des Hofes, an deren Stelle 1786 eine Kirche errichtet wurde. Im selben Jahre stiftete der Religionsfonds eine Pfarrei in Benešov. 1825 erwarb Karl von Strachwitz-Großzauche und Kamenitz meistbietend die ehemaligen Schebetauer Klostergüter; er hinterließ sie 1837 seinem zweiten Sohn Moritz.
Im Jahre 1835 bestand das im Olmützer Kreis gelegene Dorf Beneschau bzw. Benessow aus 81 Häusern mit 504 mährischsprachigen Einwohnern. Haupterwerbsquelle bildete die Landwirtschaft. Unter herrschaftlichem Patronat standen die dem Boskowitzer Dekanat zugeordnete Pfarrei, die Kirche der Erhöhung des hl. Kreuzes und die Schule. Im Ort gab es zudem ein herrschaftliches Branntweinhaus mit Pottaschensiederei. Beneschau war Pfarr- und Schulort für Kořenetz, Okrauhla und  Pawlow; der Amtsort Schebetau. Bis zur Mitte des 19. Jahrhunderts blieb Beneschau der Allodialherrschaft Schebetau untertänig.
Nach der Aufhebung der Patrimonialherrschaften bildete Benešov / Beneschau ab 1850 mit dem
Ortsteil Pavlov / Pawlow eine Gemeinde im Gerichtsbezirk Boskowitz. Ab 1869 gehörte Benešov zum Bezirk Boskowitz; zu dieser Zeit hatte die Gemeinde 810 Einwohner und bestand aus 118 Häusern.
Im Jahre 1900 hatte Benešov 850 Einwohner, 1910 waren es 923. Nach dem Ersten Weltkrieg zerfiel der Vielvölkerstaat Österreich-Ungarn, das Dorf wurde 1918 Teil der neu gebildeten Tschechoslowakischen Republik. Beim Zensus von 1921 lebten in den 155 Häusern der Gemeinde 873 Personen, darunter 864 Tschechen und fünf Deutsche. Als am 7. Oktober 1928 anlässlich des 10. Jahrestages der Proklamation des tschechoslowakischen Staates auf dem Dorfanger ein Gefallenendenkmal feierlich enthüllt worden war, forderte ein Teil der Bewohner dessen Weihe. Da darüber keine Einigung erzielt werden konnte, errichteten die Befürworter der Weihe auf dem damaligen Friedhof ein neues Denkmal, das eine kirchliche Weihe erhielt. 1930 lebten in den 164 Häusern von Benešov 918 Menschen. Von 1939 bis 1945 gehörte Benešov / Beneschau zum Protektorat Böhmen und Mähren. 1950 lebten 837 Menschen in Benešov. Der alte Friedhof wurde um 1950 geschlossen und dahinter ein neuer Friedhof angelegt. Im Zuge der Gebietsreform von 1960 wurde der Okres Boskovice aufgehoben und die Gemeinde dem Okres Blansko zugeordnet; Pavlov wird seit dieser Zeit nicht mehr als Ortsteil geführt. Beim Zensus von 2001 lebten in den 238 Häusern der Gemeinde 580 Personen. Der alte Friedhof wurde 2002 zu einem Gedenkpark umgestaltet.

## Ortsgliederung
Für die Gemeinde Benešov sind keine Ortsteile ausgewiesen. Grundsiedlungseinheiten sind Benešov und Pavlov (Pawlow).

## Sehenswürdigkeiten
- Kirche der Kreuzerhöhung, sie wurde 1786 anstelle der alten Feste errichtet und am 11. November 1787 durch den Boskowitzer Dekan Vincenc Merta geweiht. Der Standort und die Bauweise erwiesen sich als so ungünstig, dass die Holzdecke bereits nach vier Jahren wegen starker Nässe verfault und einsturzgefährdet war und umfangreiche Ausbesserungen notwendig wurden. Im Jahre 1834 erfolgten auf Kosten von Wohltätern bedeutenden Umbauten, mit denen die gerissenen Mauern stabilisiert und die Feuchtigkeit beseitigt werden konnte. Ausgestattet ist die Kirche mit drei Altären. Die Kirche einschließlich des davor stehenden gusseisernen Kreuzes wurde zum Kulturdenkmal erklärt.[7]
- Mehrere Flurkreuze
- Gedenkstein für die Opfer des Zweiten Weltkrieges, im Park vor dem Friedhof
- Geweihtes Denkmal für die Gefallenen des Ersten Weltkrieges, im Park vor dem Friedhof, es wurde in Folge des Streits um die Weihe des anderen Kriegerdenkmals auf dem damaligen Friedhof neu errichtet. Mit der Einstellung der Nutzung des alten Friedhofes verfiel das Denkmal. Es wurde 2002 im Zuge der Umgestaltung des alten Friedhofes zu einem Gedenkpark saniert.
- Denkmal für die Gefallenen des Ersten Weltkrieges, auf dem Dorfanger, enthüllt am 7. Oktober 1928. Durch seine zentrale Lage wurde es in der zweiten Hälfte des 20. Jahrhunderts zum Hauptdenkmal.
- Gedenktafel am Wohnhaus von Josef Opálka (1895–1945), er wurde in Letovice zu Tode gefoltert
- Kapelle in Pavlov, geweiht 1994
- Naturreservat Pavlovské mokřady
- Naturdenkmal Horní Bělá